# Vicky Sunohara
Vicky Sunohara (née le 18 mai 1970 à Scarborough dans la province de l'Ontario au Canada) est une joueuse canadienne de hockey sur glace.
Avec l'équipe du Canada de hockey sur glace féminin, elle obtient par deux fois la médaille d'or olympique, aux Jeux olympiques d'hiver de 2002 à Salt Lake City et aux Jeux olympiques d'hiver de 2006 à Turin, ainsi qu'une médaille d'argent aux Jeux olympiques d'hiver de 1998 à Nagano.